# Аль-Хазм (футбольний клуб)
«Аль-Хазм» (араб. نادي الحزم السعودي) — саудівський футбольний клуб з міста Ар-Расс, заснований у 1957 році.

## Історія
У 2000 році «Аль-Хазм» посів друге місце у Другому дивізіоні, третьому рівні в системі футбольних ліг Саудівської Аравії, і вийшов в Перший дивізіон. Наступні чотири роки «Аль-Хазм» переважно боровся за виживання в Першому дивізіоні.
За підсумками сезону 2004/05 «Аль-Хазм» впевнено переміг у Першому дивізіоні, завоювавши тим самим путівку у лігу. Перший матч на найвищому рівні команда програла в гостях проти «Аш-Шабабу» з рахунком 2:4. А першу перемогу команда змогла здобути лише через два місяці, у сьомому турі, здолавши в гостях «Абху» з результатом 3:1 на свою користь. Тим не менш, «Аль-Хазм» за підсумками першого сезону зумів зберегти прописку в Про-лізі, істотно відірвавшись від зони вильоту. Протягом наступних чотирьох років клуб грав роль середняка чемпіонату Саудівської Аравії. У сезоні 2010/11 «Аль-Хазм» став головним аутсайдером ліги, здобувши у 26 матчах лише одну перемогу, і вилетів з неї в Перший дивізіон.

## Історія виступів
| Сезон   | Дивізіон        | Місце | Кубок |
| ------- | --------------- | ----- | ----- |
| 1999/00 | Другий дивізіон | 2-е   |       |
| 2000/01 | Перший дивізіон | 8-е   |       |
| 2001/02 | Перший дивізіон | 9-е   |       |
| 2002/03 | Перший дивізіон | 4-е   |       |
| 2003/04 | Перший дивізіон | 8-е   |       |
| 2004/05 | Перший дивізіон | 1-е   |       |
| 2005/06 | Про-ліга        | 7-е   |       |
| 2006/07 | Про-ліга        | 8-е   |       |
| 2007/08 | Про-ліга        | 7-е   |       |
| 2008/09 | Про-ліга        | 8-е   |       |
| 2009/10 | Про-ліга        | 7-е   |       |
| 2010/11 | Про-ліга        | 14-е  |       |
| 2011/12 | Перший дивізіон | 5-е   |       |
| 2012/13 | Перший дивізіон | 12-те |       |
| 2013/14 | Перший дивізіон | 5-е   |       |
| 2014/15 | Перший дивізіон | 9-те  |       |
| 2015/16 | Перший дивізіон | 12-е  |       |
| 2016/17 | Перший дивізіон | 10-те |       |
| 2017/18 | Перший дивізіон | 2-е   |       |
| 2018/19 | Про-ліга        |       |       |